# Plan Paredón
Plan Paredón är en ort i Mexiko.   Den ligger i kommunen Jitotol och delstaten Chiapas, i den sydöstra delen av landet, 700 km öster om huvudstaden Mexico City. Plan Paredón ligger 656 meter över havet och antalet invånare är 392.
Terrängen runt Plan Paredón är varierad. Runt Plan Paredón är det ganska tätbefolkat, med 86 invånare per kvadratkilometer. Närmaste större samhälle är Simojovel de Allende, 5,9 km nordost om Plan Paredón. I omgivningarna runt Plan Paredón växer i huvudsak städsegrön lövskog.